# Кабл
Кабл или кабел је производ који се добија упредањем изолованих или неизолованих металних жица или оптичких влакана. Према намени деле се на: енергетске каблове, талекомуникационе каблове, и каблове (челичне) који служе као држачи или носачи (нпр. самоносивих каблова, стубова или мостова). Телекомуникациони каблови се деле: алуминијумске, бакарне, оптичке.
Један или више електричних каблова и њихових одговарајућих конектора могу бити формирани у склоп каблова, који није нужно погодан за повезивање два уређаја, али може бити делимичан производ (нпр. за лемљење на штампану плочу са конектором монтираним на кућиште). Склопови каблова такође могу бити у облику стабла каблова или кабловског свежња, који се користе за повезивање многих терминала заједно.

## Употребе
Електрични каблови се користе за повезивање два или више уређаја, омогућавајући пренос електричних сигнала или снаге са једног уређаја на други. Комуникација на даљину се одвија преко подморских комуникационих каблова. Енергетски каблови се користе за пренос наизменичне и једносмерне струје, посебно коришћењем високонапонског кабла. Електрични каблови се у великој мери користе у ожичењу зграда за осветљење, струјне и управљачке кругове који су трајно инсталирани у зградама. Пошто сви потребни проводници кола могу да се инсталирају у кабл у исто време, штеди се труд за инсталацију у поређењу са одређеним другим методама ожичења.
Физички, електрични кабл је склоп који се састоји од једног или више проводника са сопственом изолацијом и опционим заклонима, појединачним облогама, заштитним склопом и заштитним омотом (омотима). Електрични каблови могу бити флексибилнији када се жице увијају. У овом процесу, мање појединачне жице су уплетене или упредене заједно како би се добиле веће жице које су флексибилније од чврстих жица сличне величине. Спајање малих жица пре концентричног намотавања даје највећу флексибилност. Бакарне жице у каблу могу бити голе, или могу бити обложене танким слојем другог метала, најчешће калаја, али понекад злата, сребра или неког другог материјала. Калај, злато и сребро су много мање склони оксидацији од бакра, што може продужити живот жице и олакшава лемљење. Калајисање се такође користи за подмазивање између праменова. За уклањање гумене изолације коришћено је калајисање. Чврсто полагање током увијања чини кабл растезљивим (CBA – као у кабловима телефонских слушалица).
У 19. веку и почетком 20. века електрични кабл је често био изолован тканином, гумом или папиром. Данас углавном користе пластични материјали, осим високопоузданих каблова за напајање. Прва коришћена термопластика била је гутаперка (природни латекс) за коју је утврђено да је корисна за подводне каблове у 19. веку. Прва, и још увек врло честа, вештачка пластика која се користи за изолацију каблова био је полиетилен. Ово је изумљено 1930. године, али није било доступно ван војне употребе све до после Другог светског рата током којег је телеграфски кабл који ју је користио положен преко Ламанша за подршку трупама након Д-дана.
Каблови могу бити безбедно причвршћени и организовани, као што је коришћење канала, носача каблова, веза за каблове или везивања каблова. Континуално савитљиви или флексибилни каблови који се користе у покретним апликацијама унутар носача каблова могу се причврстити помоћу уређаја за растерећење напрезања или веза за каблове.
На високим фреквенцијама, струја тежи да тече дуж површине проводника. Ово је познато као површински ефекат.

## Карактеристике
Сваки проводник који носи струју, укључујући кабл, зрачи електромагнетно поље. Исто тако, сваки проводник или кабл ће прихватити енергију из било ког постојећег електромагнетног поља око себе. Ови ефекти су често непожељни, у првом случају представљају нежељени пренос енергије који може негативно утицати на оближњу опрему или друге делове истог комада опреме; и у другом случају, нежељени шум који може да маскира жељени сигнал који се преноси каблом, или, ако кабл носи напоне за напајање или контролне напоне, загади их до те мере да изазове квар опреме.
Прво решење за ове проблеме је да дужине каблова у зградама буду кратке јер су пријем и пренос у суштини пропорционални дужини кабла. Друго решење је да помере каблови даље од проблема. Осим тога, постоје посебни дизајнови каблова који минимизирају електромагнетни пријем и пренос. Три главне технике дизајна су заштита, коаксијална геометрија и геометрија упреденог пара.
Заштита користи електрични принцип Фарадејевог кавеза. Кабл је целом дужином обложен фолијом или жичаном мрежом. Све жице које пролазе унутар овог заштитног слоја биће у великој мери одвојене од спољашњих електричних поља, посебно ако је штит повезан на тачку константног напона, као што је земља или уземљење. Међутим, једноставна заштита ове врсте није много ефикасна против нискофреквентних магнетних поља - као што је магнетно „зујање” из оближњег енергетског трансформатора. Уземљени штит на кабловима који раде на 2,5 kV или више прикупља струју цурења и капацитивну струју, штитећи људе од електричног удара и изједначавајући напрезање на изолацији кабла.
Коаксијални дизајн помаже да се додатно смањи нискофреквентни магнетни пренос и пријем. У овом дизајну штит од фолије или мреже има кружни попречни пресек и унутрашњи проводник је тачно у његовом центру. Ово узрокује да се напони индуковани магнетним пољем између штита и проводника језгра састоје од две скоро једнаке величине које се међусобно поништавају.
Упредени пар има две жице кабла које су уврнуте једна око друге. Ово се може демонстрирати стављањем једног краја пара жица у ручну бушилицу и окретањем уз одржавање умерене напетости на линији. Тамо где ометајући сигнал има таласну дужину која је дуга у поређењу са висином упреденог пара, наизменичне дужине жица развијају супротне напоне, тежећи да пониште ефекат сметњи.

## Заштита од пожара
Материјал омотача електричних каблова је обично направљен од флексибилне пластике која ће сагорети. Опасност од пожара груписаних каблова може бити значајна. Материјали за омотач каблова могу бити формулисани тако да спрече ширење пожара . Алтернативно, ширење пожара међу запаљивим кабловима може се спречити наношењем ватроотпорних премаза директно на спољашњост кабла, или се опасност од пожара може изоловати постављањем кутија направљених од незапаљивог материјала око инсталације каблова.